# Maskvipa
Maskvipa (Vanellus miles) är en vadarfågel i familjen pipare som förekommer i australiska regionen.

## Utseende och läte
Maskvipan är en stor (35-38 cm) pipare med enfärgat gråbrun ovansida, vit undersida, svart hjässa och gula hudflikar i ansiktet. Sydliga populationer (novaehollandiae, av vissa behandlade som egen art) har även en svart fläck på bröstsidan och skiljer sig från den nordliga nominatformen även bland annat genom mindre hudflikar, mer utbrett svart på huvudet och brunare ovansida. Lätet är ett stammande "kerr-kik-ki-ki", ett enstaka "tek" eller ett drillande "krrr" vid landning.

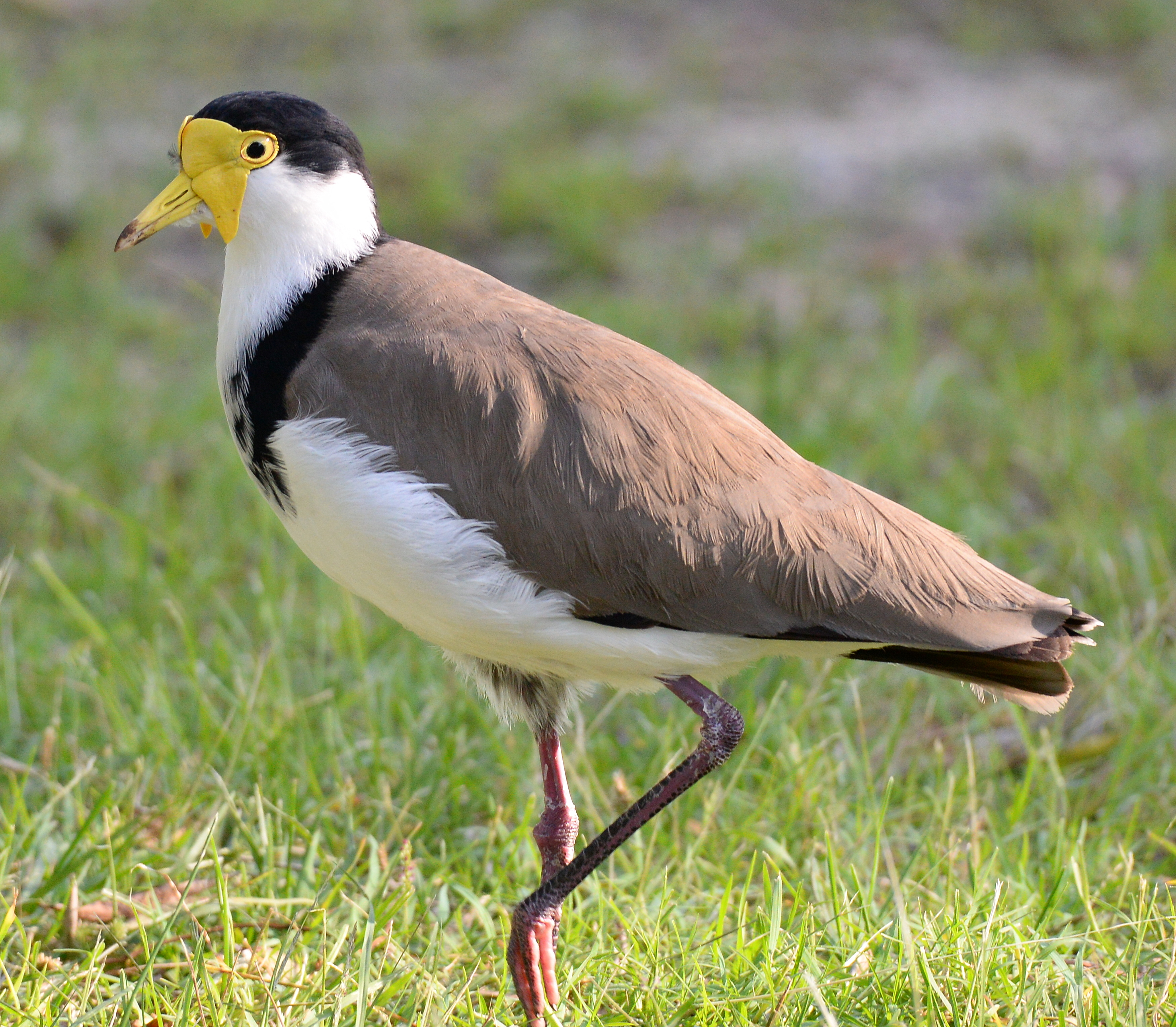
Maskvipa av den sydliga formen novaehollandiae.

## Utbredning och systematik
Maskvipan förekommer på Nya Guinea samt i Nya Zeeland, Australien och på Tasmanien. Den delas in i två underarter med följande utbredning:
- Vanellus miles miles – på Nya Guinea och i norra Australien, även tillfälligt södra Wallacea
- Vanellus miles novaehollandiae – i östra och sydöstra Australien, på Tasmanien och Nya Zeeland.

Efter häckningen lever den ett nomadiskt liv i Australien och kan uppträda i princip var som helst.
Sedan 2014 urskiljs underarten novaehollandiae som egen art av IUCN och Birdlife International, Vanellus novaehollandiae baserat på tydliga skillnader i utseende (se ovan).
Resultat från genetiska studier tyder på att maskvipans närmaste släkting är långtåvipa (V. crassirostris).

## Levnadssätt
Maskvipan är vanligt förekommande i olika sorters öppna områden med helst kort gräs, både naturligt eller av människan skapat, och även våtmarker. Den lever av insekter, maskar och spindlar, men även mollusker, kräftdjur, löv och frön. Fågeln häckar november till april i Northern Territory, alla årets månader i nordöstra Queensland och augusti till november samt i mars i norra Western Australia. Den lägger fyra fläckiga olivfärgade ägg i en uppskrapad grop i marken sparsamt fodrad med kvistar, stenar eller djuravföring.

## Status
IUCN hotkategoriserar miles och novaehollandiae var för sig, båda som livskraftiga.
men se text De anses båda också öka i antal. Den sammanlagda världspopulationen uppskattas till 287 000 fåglar.